# Бреша
Брѐша (на италиански: Brescia, на брешански диалект: Brèsa или Bressa) е италианска община, вторият по големина град и община в северния италиански регион Ломбардия, след главния административен център Милано. Разположен е в полите на Алпите между Мела и Навалио, с население 191 639 жители към 30 ноември 2009 г. Градът е административен център на провинция Бреша, една от най-големите в Италия, с население около 1 200 000 жители.
Градът е наследник на античния град Brixia, който още преди основаването на Рим е важен регионален център. Запазени са внушителен крепостен замък и много римски и средновековни паметници на културата и архитектурни шедьоври.
През 1769 г. градът е опустошен от мощен взрив, причинен от падането на мълния, върху местната църква "Санти Назаро и Целзо", която се ползва и като склад за барут - тогава там има около 90 тона от този експлозив. Умират (в разстояние на близките дни) поне 3000 души, много хора са ранени, а около 1/6 от целия град е разрушена. Инцидентът става повод за решението на всички църкви в Италия да се поставят гръмоотводи. Самата църква е реставрирана след десетина години.
Бреша е център на третата по големина промишлена зона в Италия, съсредоточаваща автомобилната и машинообработвателната индустрии. Фирмите в региона са малки и средни предприятия. От значение са и финансовият сектор и туристическият бранш, заради близостта на Бреша до Алпите и до езерата Лаго ди Гарда и Лаго д'Изео.
Най-значимият и важен модерен художник в историята на Бреша е Франческо Филипини, основател на художественото течение на "Филипинизма", считано за италианския импресионизъм в опозиция на френския импресионизъм.

## Спорт
Представителният футболен отбор на града се казва Бреша Калчо.

## Побратимени градове
- Дармщат, Германия
- Логроньо, Испания
- Толука, Мексико
- Шънджън, Китай

## Личности
Родени
- Бенедето Кастели – италиански математик и физик
- Андреа Пирло – италиански футболист
- Емануил Северино – италиански философ
- Николо Тарталия – италиански математик